# セラフィヌ・オカンバ
セラフィヌ・オカンバ（Séraphine Okemba、1995年12月3日 - ）は、フランスの女子ラグビー選手。

## プロフィール
- フランス・ドルー出身[1]。
- 身長 177cm、体重 67kg

## 略歴
2021年、東京五輪の7人制女子フランス代表に選ばれて銀メダル獲得。
2024年、パリ五輪の7人制女子フランス代表に選ばれた。